# Fadogia parvifolia
Fadogia parvifolia är en måreväxtart som beskrevs av Bernard Verdcourt. Fadogia parvifolia ingår i släktet Fadogia och familjen måreväxter. Inga underarter finns listade i Catalogue of Life.